# Barium
Barium, (av baryt, vari grundämnet upptäcktes, grekiska barys "tung") är ett grundämne som tillhör gruppen alkaliska jordartsmetaller. Barium är metalliskt ljust glänsande men anlöps snabbt i luft till grå eller svart färg. Barium angrips av vatten och bildar bariumhydroxid som löser sig i vattnet till alkalisk reaktion. Barium förekommer inte i naturen i metallisk form på grund av sin reaktivitet. Medelhalten i jordskorpan är 500 mg/kg.

## Salter
Bariumjonen kan bilda många salter. Bariumsulfat är praktiskt taget olösligt och används som kontrastmedel vid röntgenundersökningar. Bariumnitrat (Ba(NO3)2) är lättlösligt och används huvudsakligen i fyrverkerisatser för att ge grön lågfärg. I tomtebloss är oxidationsmedlet bariumnitrat. Nitratet är giftigt för människor varför tomtebloss är försedda med en varningstext.
Bariumjonen är giftig. Alla lösliga bariumsalter är giftiga. Giftverkan märks redan av små mängder. Bariumnitrat har använts i sorkgift. Bariumförgiftning påminner om arsenikförgiftning. Symtom är brännande känsla i munnen och magen, illamående, ökad saliv, hopdragningar i magsäcken, förlamningar i extremiteter och urinblåsa. De olösliga bariumsalterna såsom bariumsulfat är ofarliga. Natriumsulfat kan användas som motgift mot bariumsaltförgiftning då sulfatet bildar fällning med bariumjonerna. Bariumsulfat som mineral kallas baryt eller tungspat.

## Historia
Medeltidens alkemister kände till en del bariuminnehållande mineral. Stenar av baryt från Bologna i Italien kallades "Bolognastenar" och var populära hos alkemister och häxkonstnärer på grund av stenarnas förmåga att efter belysning avge ljus. Barytens förmåga till fosforescens beskrevs av Vincentius Casciarolus 1602. 
Carl Scheele konstaterade 1774 att baryt innehöll ett nytt grundämne skilt från kalcium, men lyckades inte renframställa barium utan endast bariumoxid. Den förste som framställde rent barium var Humphry Davy 1808.